# Chiqua eblisella
Chiqua eblisella är en fjärilsart som beskrevs av Stanislas Bleszynski 1970. Chiqua eblisella ingår i släktet Chiqua och familjen Crambidae. Inga underarter finns listade i Catalogue of Life.